# Anthony Abell

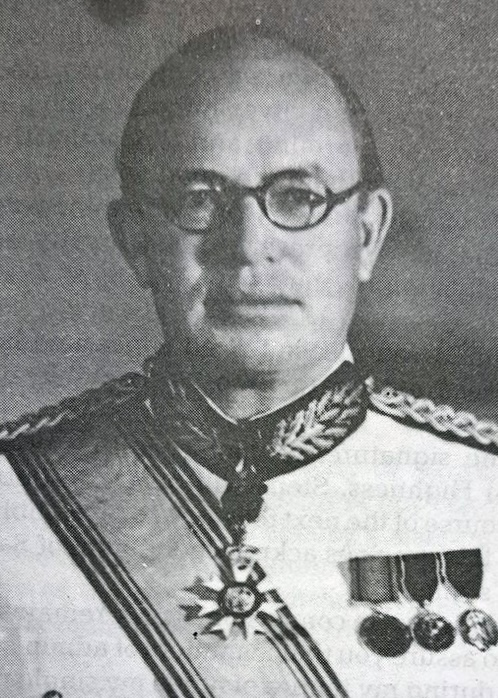
Sir Anthony Abell

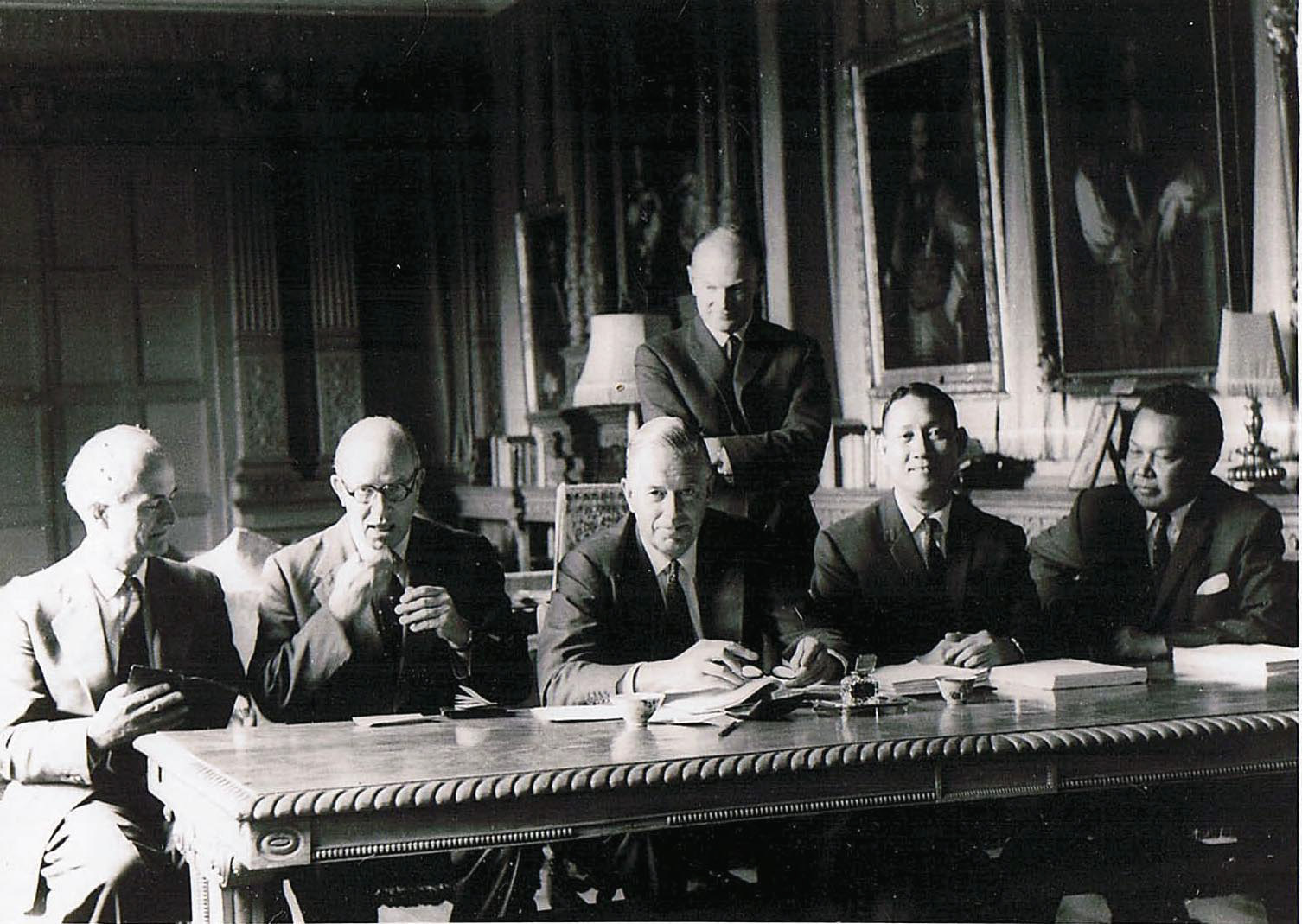
Abell (stehend) bei der Unterzeichnung des Abschlussberichts der Cobbold-Kommission (21. Juni 1962)

Sir Anthony Foster Abell, KCMG (* 11. Dezember 1906 in Bridgnorth, Shropshire, England; † 8. Oktober 1994 in Winchester, Hampshire, England) war ein britischer Kolonialadministrator, der unter anderem von 1950 bis 1959 Gouverneur der Kronkolonie Sarawak war.

## Leben
Anthony Foster Abell war der zweite Sohn von George Foster Abell (1875–1946) und Jessie Elizabeth Brackenbury (1876–1965) sowie der jüngere Bruder des First-Class Cricketspielers und Kolonialbeamten Sir George Abell (1904–1989) Er absolvierte nach dem Besuch der Repton School ein Studium am Magdalen College der University of Oxford. Er trat daraufhin 1929 in den Dienst des Kolonialministeriums (Colonial Office) und war bis 1949 in der Provinz Oyo in der Kolonie und Protektorat Nigeria tätig. 
Am 4. April 1950 wurde Abell als Nachfolger von Duncan Stewart und einer kommissarischen Amtsführung von Christopher William Dawson (10. Dezember 1949 bis 4. April 1950) Gouverneur der Kronkolonie Sarawak und verblieb auf diesem Posten bis zum 14. November 1959, woraufhin Sir Alexander Nicol Anton Waddell am 23. Februar 1960 seine Nachfolge antrat. Nachdem er 1950 Companion des Order of St Michael and St George (CMG) wurde, wurde er in Anerkennung seiner Verdienste wurde bei den New Year Honours am 1. Januar 1952 als Knight Commander des Order of St Michael and St George (KCMG) geadelt, so dass er fortan das Prädikat „Sir“ führte. Ihm zu Ehren wurde das Anthony Abell College in Seria benannt und 1962 war er Mitglied der nach Cameron Cobbold, 1. Baron Cobbold benannten Cobbold-Kommission, eine Untersuchungskommission der britischen und malaiischen Regierungen zur Klärung der Frage, ob die britischen Kolonien Sarawak und Nord-Borneo dem geplanten neuen Staat Malaysia beizutreten wünschten oder nicht. Zu den weiteren Aufgaben gehörte die Ausarbeitung eines Entwurfs zur Verfassung von Malaysia. Als Nachfolger von Duncan Stewart war er in Personalunion von 1950 bis zu seiner Ablösung durch Sir Dennis White 1958 auch Hochkommissar in Brunei.
1972 löste Anthony Abell schließlich Sir George Beresford-Stooke als Gentleman Usher of the Blue Rod ab und bekleidete dieses Ehrenamt bis zu seiner Ablösung durch Sir John Moreton 1979.
Sowohl sein Onkel Ted Sale (1871–1920) als auch seine Neffen Timothy Abell (1930–2009) und John Abell (1931–2004) waren ebenfalls First-Class Cricketspieler.

## Hintergrundliteratur
- B. A. Hussainmiya: Sultan Omar Ali Saifuddin III and Britain: The Making of Brunei Darussalam, Oxford University Press, Oxford 1995, ISBN 967-65-3106-5
- Kathleen Harry: The Brunei Rebellion of 1962, Dissertation (Ph.D.), Charles Darwin University, Darwin 2015 (Onlineversion (pdf))
- H. Kumarasingham (Herausgeber): Viceregalism: The Crown as Head of State in Political Crises in the Postwar Commonwealth, Cambridge Imperial and Post-Colonial Studies, Palgrave Macmillan, Cambridge 2020, ISBN 978-3-030-46283-3